# Bruno Alias
Bruno Alias (* 8. Januar 1928 in Cagliari; † 10. April 1996 in Rom) war ein italienisches Model und Schauspieler.
Alias begann seine berufliche Karriere als Model und wirkte ab Mitte der 1960er Jahre, mit dem Beginn der Blütezeit italienischer Genrefilme, in vielen Kinowerken in kleinen und kleinsten Rollen mit. Über 200 Einträge umfasst seine Filmografie, in der mit der abenteuerlichen Italowestern-Farce Ah sì? E io lo dico a Zzzzorro! ein seltenes Beispiel einer umfangreicheren Rolle zu finden ist. Er schreckte gegen Ende seiner Leinwandkarriere auch vor Auftritten in Pornofilmen nicht zurück. Alias war auch in einigen Folgen von Fernsehserien sowie in zahlreichen „Fotoromanzi“ zu sehen.

## Filmografie (Auswahl)
- 1975: Ah sì? E io lo dico a Zzzzorro!